# Fantastic Magic
『Fantastic Magic』（ファンタスティックマジック）は、ロックバンド凛として時雨のギター・ボーカルTKがTK from 凛として時雨名義として、2014年8月27日にソニー・ミュージックアソシエイテッドレコーズから発売された2枚目のスタジオアルバムである。

## 概要
本作は通常盤と初回限定盤の2仕様でリリースされ、初回限定盤にはシングル曲でもあるcontrastとunravel、アルバムタイトルにもなっているFantastic Magicと前作「flowering」に収録されているhazeのミュージックビデオを収録したDVDが付属する。

## プロモーション
2014年6月21日に東京・中野サンプラザホールにて開催された「TK from 凛として時雨 TOUR 2014 "contrast"」の公演終了後に2ndアルバムのリリースを発表、10月にはライブハウスツアー「TK from 凛として時雨 TOUR 2014“Fantastic Color Collection”」の開催が決定している。
2014年8月6日に番場秀一が監督を務めた表題曲「Fantastic Magic」のミュージックビデオがYouTube上にて公開された。

### シングル
アルバムからは、contrastとunravelがシングルリリースされ、contrastは同じくアルバムに収録されているDramatic Slow Motionと共にEPとして2014年3月5日にリリース。unravelは同年7月23日にリリース、この楽曲は7月よりTOKYO MX他にて放送が開始されたテレビアニメ「東京喰種トーキョーグール」の主題歌として書き下ろされたものである。

## 収録曲
| 全作詞・作曲: TK。 |                                         |       |            |      |
| #                  | タイトル                                | 作詞  | 作曲・編曲 | 時間 |
| 1.                 | 「Fantastic Magic」                     | TK    | TK         | 4:09 |
| 2.                 | 「unravel」                             | TK    | TK         | 3:58 |
| 3.                 | 「kalei de scope」                      | TK    | TK         | 3:18 |
| 4.                 | 「an artist」                           | TK    | TK         | 4:01 |
| 5.                 | 「tokio」                               | TK    | TK         | 4:02 |
| 6.                 | 「Shinkiro」                            | TK    | TK         | 5:04 |
| 7.                 | 「Dramatic Slow Motion」(album version) | TK    | TK         | 3:51 |
| 8.                 | 「Spiral Parade」                       | TK    | TK         | 4:15 |
| 9.                 | 「Fragile」                             | TK    | TK         | 4:09 |
| 10.                | 「contrast」                            | TK    | TK         | 4:59 |
| 合計時間:          | 合計時間:                               | 42:20 |            |      |

| #         | タイトル                                | 作詞  | 作曲・編曲 |
| --------- | --------------------------------------- | ----- | ---------- |
| 1.        | 「haze」(ミュージックビデオ)            |       |            |
| 2.        | 「contrast」(ミュージックビデオ)        |       |            |
| 3.        | 「unravel」(ミュージックビデオ)         |       |            |
| 4.        | 「Fantastic Magic」(ミュージックビデオ) |       |            |
| 合計時間: | 合計時間:                               | 17:51 |            |

## 参加ミュージシャン
Fantastic Magic
作曲: TK
- ボーカル/ギター - TK
- ベース - 日向秀和
- ドラム - BOBO
- ピアノ - 平井真美子
- バイオリン - 佐藤帆乃佳

unravel
作曲: TK

- ボーカル/ギター - TK
- ベース - 日向秀和
- ドラム - BOBO
- ピアノ - 平井真美子
- バイオリン - 佐藤帆乃佳

kalei de scope
作曲: TK
- ボーカル/ギター - TK
- ベース - 日向秀和
- ドラム - BOBO
- ピアノ - 平井真美子
- バイオリン - 佐藤帆乃佳

an artist
作曲: TK
- ボーカル/ギター - TK
- ベース - 山口寛雄
- ドラム - BOBO
- ピアノ - 平井真美子

tokio
作曲: TK

- ボーカル/ピアノ - TK

Shinkiro
作曲: TK
- ボーカル/ギター - TK
- ボーカル - CHARA
- ベース - 日向秀和
- ドラム - 柏倉隆史
- ピアノ - 平井真美子

Dramatic Slow Motion
作曲: TK
- ボーカル/ギター - TK
- ベース - 日向秀和
- ドラム - BOBO
- ピアノ - 平井真美子

Spiral Parade
作曲: TK

- ボーカル/ギター - TK
- ベース - 日向秀和
- ドラム - BOBO
- ピアノ - 大古晴菜
- バイオリン - 佐藤帆乃佳

fragile
作曲: TK
- ボーカル/ギター - TK
- ピアノ - 大古晴菜

contrast
作曲: TK
- ボーカル/ギター - TK
- ベース - 日向秀和
- ドラム - BOBO
- ピアノ - 平井真美子
- バイオリン - 佐藤帆乃佳/須原杏
- ヴィオラ - 菊地幹代
- チェロ - 結城貴弘